# Denekamp
Denekamp è una località olandese situata nel comune di Dinkelland, nella provincia dell'Overijssel.